# Вязкостное решение
Вязкостное решение — определённый тип слабого решения дифференциального уравнения в частных производных, а точнее вырожденного эллиптического уравнения.

## Определения

### Вырожденное эллиптическое уравнение
Дифференциальное уравнение в частных производных
{\displaystyle F(x,u,Du,D^{2}u)=0},
заданное в области {\displaystyle \Omega \subset \mathbb {R} ^{n}}, является вырожденным эллиптическим, если для любых двух симметричных матриц {\displaystyle X} и {\displaystyle Y} таких, что их разница {\displaystyle Y-X} положительно определенна, и любых значений {\displaystyle x\in \Omega }, {\displaystyle u\in \mathbb {R} } и {\displaystyle p\in \mathbb {R} ^{n}} выполняется неравенство 
{\displaystyle F(x,u,p,X)\geqslant F(x,u,p,Y).}

#### Примеры
- Уравнение Лапласа
{\displaystyle -\Delta u=0}.
- Любое уравнение первого порядка.

### Вязкостное решение
Полунепрерывная сверху функция {\displaystyle u}, заданная в {\displaystyle \Omega }, называется вязкостным подрешением этого уравнения, если для любой точки {\displaystyle x_{0}\in \Omega } и любой гладкой функции {\displaystyle \phi } такой, что {\displaystyle \phi (x_{0})=u(x_{0})} и {\displaystyle \phi \geqslant u} в некоторой окрестности {\displaystyle x_{0}}, выполняется неравенство
{\displaystyle F(x_{0},\phi (x_{0}),D\phi (x_{0}),D^{2}\phi (x_{0}))\leqslant 0.}
Аналогично полунепрерывная снизу функция {\displaystyle u}, заданная в {\displaystyle \Omega }, называется вязкостным надрешением этого уравнения, если для любой точки {\displaystyle x_{0}\in \Omega } и любой гладкой функции {\displaystyle \phi } такой, что {\displaystyle \phi (x_{0})=u(x_{0})} и {\displaystyle \phi \leqslant u} в некоторой окрестности {\displaystyle x_{0}} выполняется неравенство
{\displaystyle F(x_{0},\phi (x_{0}),D\phi (x_{0}),D^{2}\phi (x_{0}))\geqslant 0.}
Непрерывная функция {\displaystyle u} является вязкостным решением вырожденного эллиптического уравнения, если оно является подрешением и надрешением одновременно.

## История
Термин впервые появляются в работе Крэндалла и Лионса в 1983 году для решений уравнения Гамильтона — Якоби. 
Определение фактически дано Эвансом ранее, в 1980 году. 
Определение было уточнено в совместной работе всех троих.